# Uraidla
Uraidla är en ort i Australien. Den ligger i kommunen Adelaide Hills och delstaten South Australia, omkring 13 kilometer öster om delstatshuvudstaden Adelaide. Antalet invånare är 461.
Runt Uraidla är det ganska tätbefolkat, med 56 invånare per kvadratkilometer.. Närmaste större samhälle är Adelaide, omkring 13 kilometer väster om Uraidla. 
I omgivningarna runt Uraidla växer i huvudsak blandskog. Genomsnittlig årsnederbörd är 729 millimeter. Den regnigaste månaden är juni, med i genomsnitt 133 mm nederbörd, och den torraste är december, med 21 mm nederbörd.